# Segunda División de Venezuela 2017
La temporada 2017 de la Segunda División de Venezuela fue la 38ª edición del torneo de segundo nivel del Fútbol profesional Venezolano.

## Aspectos Generales

### Modalidad
El torneo de Segunda División tiene la siguiente modalidadː
1) Una primera fase, donde los 24 equipos se dividen en 3 grupos de 8 equipos cada uno, conformados por proximidad geográfica; enfrentándose en formato de ida y vuelta, con tabla clasificatoria independiente. Esta fase se dividirá en Torneo Apertura las dos vueltas iniciales y Torneo Clausura las dos vueltas finales.
En esta fase también se elabora una Tabla Acumulada, la cual suma los resultados de las “Tablas Clasificatorias” de cada grupo durante los dos torneos cortos.
2) La segunda fase se denomina hexagonales finales, el cual está conformado por los equipos que ocupen las primeras 4 posiciones de cada grupo al finalizar los dos torneos anteriormente mencionados. Los hexagonales se formaran con base en los 12 equipos, del 1° al 12°, de la Tabla Acumulada, donde los poseedores de las posiciones impares se asignan al hexagonal A, y los poseedores de las posiciones pares al hexagonal B.
Los Hexagonales se jugaran a dos vueltas cada uno, y al finalizar el equipo que ocupe el primer (1°) lugar en cada hexagonal asciende a la Primera División 2018. Además estos dos equipos disputan la final, a partido de ida y vuelta, para definir el campeón de la temporada de Segunda División. 

### Descensos
Al final de la primera fase y con base en la Tabla Acumulada, los equipos no clasificados a los hexagonales, jugaran una fase final donde se dividirán en 3 grupos de 4 equipos cada uno, conformados por proximidad geográfica; enfrentándose nuevamente en partidos de ida y vuelta, con tabla clasificatoria independiente cada grupo, y donde el último de cada una desciende a la Tercera División 2018.

### Nota
- Los equipos filiales no tienen impedimento para participar en el hexagonal final, pero estos no pueden ascender a Primera División, a excepción que su equipo principal haya ocupado alguna posición de descenso en el torneo de Primera, en cuyo caso pueden ejercer su derecho a ascenso.[2]

## Equipos participantes

### Ascensos y descensos
| Pos | a Primera División   |
| --- | -------------------- |
| 1°  | Metropolitanos F.C.  |
| 2°  | Atlético Socopó F.C. |

| Pos | a Segunda División          |
| --- | --------------------------- |
| 17° | Ureña S.C.                  |
| 18° | Llaneros de Guanare E.F.    |
| 19° | Petare F.C.                 |
| 20° | Estudiantes de Caracas S.C. |

| Pos               | a Segunda División    |
| ----------------- | --------------------- |
| 1° Cuadrangular A | Yaracuy F.C.          |
| 2° Cuadrangular B | Atlético Guanare F.C. |

| Pos                 | a Tercera División              |
| ------------------- | ------------------------------- |
| 7° Grupo Oriental   | Deportivo La Guaira F.C. "B"    |
| 8° Grupo Central    | Arroceros de Calabozo           |
| 8° Grupo Oriental   | A.C.C.D. Mineros de Guayana "B" |
| 8° Grupo Occidental | Policía de Lara F.C.            |

### Datos de los equipos
Los equipos Yaracuy Fútbol Club y Atlético Guanare harán su debut en la categoría.

#### Grupo Occidental
| Club                | Ciudad      | Entrenador            | Estadio                  | Aforo  |
| ------------------- | ----------- | --------------------- | ------------------------ | ------ |
| Atlético El Vigía   | El Vigía    | Alberto Nino Valencia | Ramón Hernández          | 12.765 |
| Atlético Guanare    | Guanare     | Jose Bastidas         | Rafael Pinto             | 10.000 |
| Llaneros de Guanare | Guanare     | Sergio Antequera      | Rafael Pinto             | 10.000 |
| Real Frontera SC    | San Antonio | Edwin Quillagury      | Pedro Rafael Chávez      | 5.000  |
| Titanes FC          | Maracaibo   | José González         | La Rotaria               | 5.000  |
| ULA FC              | Mérida      | Eduardo Feijoo        | Ulpiano Cobos            | 6.500  |
| Ureña SC            | Ureña       | Louey Salah           | Alfonso "Culebron" Rojas | 1.500  |
| Zamora FC B         | Barinas     | Rubén Benítez         | Estadio Reinaldo Melo    | 5.000  |

#### Grupo Central
| Club                    | Ciudad         | Entrenador       | Estadio                     | Aforo  |
| ----------------------- | -------------- | ---------------- | --------------------------- | ------ |
| Academia Puerto Cabello | Puerto Cabello | Manolo Contreras | Complejo Deportivo Vistamar | 1.800  |
| Caracas Fútbol Club B   | Caracas        | Alfarabi Romero  | Cocodrilos Sport Park       | 3.600  |
| Gran Valencia FC        | Valencia       | Bladimir Morales | Misael Delgado              | 10.400 |
| Petare FC               | Caracas        | Lino Parrella    | Cocodrilos Sport Park       | 3.600  |
| Unión Atlético Falcón   | Punto Fijo     | Eddwin Arraiz    | Pedro Conde                 | 1.500  |
| UCV FC                  | Caracas        | Jobanny Rivero   | Olímpico de la UCV          | 23.000 |
| Yaracuyanos FC          | San Felipe     | Álvaro Valencia  | Florentino Oropeza          | 11.000 |
| Yaracuy FC              | San Felipe     | Jhon Pinto       | Florentino Oropeza          | 11.000 |

#### Grupo Oriental
| Club                     | Ciudad          | Entrenador               | Estadio                                 | Aforo  |
| ------------------------ | --------------- | ------------------------ | --------------------------------------- | ------ |
| Angostura FC             | Ciudad Bolívar  | Luis Vera                | Ricardo Tulio Maya                      | 2.500  |
| Atlético Venezuela B     | Caracas         | Enrique Maggiolo         | Centro Entrenamiento Atlético Venezuela | 2.000  |
| Chicó de Guayana         | San Félix       | José Rebolledo           | Polideportivo El Gallo                  | 3.000  |
| Estudiantes de Caracas   | Caracas         | Renato Renauro           | Brígido Iriarte                         | 10.000 |
| Margarita FC             | Pampatar        | Jesús Rodríguez Castillo | Ciudad Deportiva                        | 5.000  |
| Lala FC                  | Puerto Ordaz    | Del Valle Rojas          | Club Portugués                          | 3.000  |
| Petroleros de Anzoátegui | Puerto La Cruz  | Lisandro Altieri         | José A. Anzoátegui                      | 40.000 |
| Tucanes de Amazonas      | Puerto Ayacucho | Hector Rivas             | Antonio José de Sucre                   | 10.000 |

### Jugadores foráneos
El número de jugadores extranjeros está restringido a tres por equipo. Actualizado al 24 de febrero de 2017.
| Equipo                   | Jugador 1          | Jugador 2          | Jugador 3         | Jugador 4     |
| ------------------------ | ------------------ | ------------------ | ----------------- | ------------- |
| Angostura FC             | Nicolás Palma      | Jhon Zea           | Eduardo Rodríguez |               |
| Atlético El Vigía        | Jader Maza         | Leandro Vargas     |                   |               |
| Atlético Guanare         | Jose Motalvo       | Samur Romero       | Sander Cotua      | Anuar Pelaez  |
| Unión Atlético Falcón    | Jesus Serrano      | Stalin López       | Victor Contreras  |               |
| Academia Puerto Cabello  | Roberto Bolívar    | Diego Muñoz        |                   |               |
| Chicó de Guayana         | Alejandro Bermúdez | Camilo López       | José Machado      |               |
| Estudiantes de Caracas   | Norman Cabrera     |                    |                   |               |
| Gran Valencia            | Richard Ocampo     | Léiner Rolong      | César Rincón      | Wilson Méndez |
| Lala FC                  |                    |                    |                   |               |
| Llaneros EF              |                    |                    |                   |               |
| Margarita FC             | Alexis Escudero    | Kevin Lugo         |                   |               |
| Petroleros de Anzoátegui | Mauro Grigoul      |                    |                   |               |
| Petare FC                |                    |                    |                   |               |
| Real Fronteras SC        | Luis Duque         |                    |                   |               |
| Titanes de Maracaibo FC  | Gonzalo Valdez     | Juan Pablo Gobetto |                   |               |
| Tucanes de Amazonas      | Alexander Gómez    |                    |                   |               |
| UCV FC                   | Carlos Medrano     | Christian Banguera |                   |               |
| ULA FC                   | José Zarur         |                    |                   |               |
| Ureña SC                 |                    |                    |                   |               |
| Yaracuyanos FC           | Joan Suárez        |                    |                   |               |
| Yaracuy FC               |                    |                    |                   |               |

## Clasificación

### Grupo Occidental
|  |    | Equipo                   | JJ | JG | JE | JP | GF | GC | PTS | DG  |
|  | -- | ------------------------ | -- | -- | -- | -- | -- | -- | --- | --- |
|  | 1. | Ureña S.C.               | 28 | 18 | 7  | 3  | 45 | 20 | 61  | +25 |
|  | 2. | F.A. El Vigía F.C.       | 28 | 13 | 5  | 10 | 51 | 34 | 44  | +17 |
|  | 3. | Llaneros de Guanare E.F. | 28 | 13 | 4  | 11 | 44 | 43 | 43  | +1  |
|  | 4. | U.L.A. F.C.              | 28 | 12 | 6  | 10 | 34 | 29 | 42  | +5  |
|  | 5. | Atlético Guanare F.C.    | 28 | 11 | 4  | 13 | 40 | 41 | 37  | -1  |
|  | 6. | Real Frontera S.C.       | 28 | 10 | 4  | 14 | 37 | 39 | 34  | -2  |
|  | 7. | Titanes F.C.             | 28 | 9  | 3  | 16 | 39 | 54 | 30  | -15 |
|  | 8. | Zamora F.C. "B"          | 28 | 8  | 3  | 17 | 32 | 57 | 27  | -30 |

### Grupo Central
|  |    | Equipo                  | JJ | JG | JE | JP | GF | GC | PTS | DG  |
|  | -- | ----------------------- | -- | -- | -- | -- | -- | -- | --- | --- |
|  | 1. | Gran Valencia F.C.      | 28 | 15 | 4  | 9  | 38 | 28 | 49  | +10 |
|  | 2. | U.C.V. F.C.             | 28 | 14 | 3  | 11 | 36 | 23 | 45  | +13 |
|  | 3. | Academia Puerto Cabello | 28 | 13 | 4  | 11 | 39 | 33 | 43  | +6  |
|  | 4. | U.A. Falcón             | 28 | 12 | 5  | 11 | 40 | 41 | 41  | -1  |
|  | 5. | Yaracuyanos F.C.        | 28 | 11 | 8  | 9  | 31 | 35 | 41  | -4  |
|  | 6. | Caracas F.C. "B"        | 28 | 11 | 5  | 12 | 29 | 29 | 38  | 0   |
|  | 7. | Yaracuy F.C.            | 28 | 9  | 6  | 13 | 38 | 48 | 33  | -10 |
|  | 8. | Petare F.C.             | 28 | 6  | 7  | 15 | 23 | 37 | 25  | -14 |

### Grupo Oriental
|  |    | Equipo                        | JJ | JG | JE | JP | GF | GC | PTS | DG  |
|  | -- | ----------------------------- | -- | -- | -- | -- | -- | -- | --- | --- |
|  | 1. | A.C. Lala F.C.                | 28 | 17 | 8  | 3  | 56 | 27 | 59  | +29 |
|  | 2. | Angostura F.C.                | 28 | 14 | 3  | 11 | 41 | 37 | 45  | +4  |
|  | 3. | Petroleros de Anzoátegui F.C. | 28 | 10 | 14 | 4  | 27 | 19 | 44  | +8  |
|  | 4. | Estudiantes de Caracas S.C.   | 28 | 12 | 8  | 8  | 27 | 20 | 44  | +7  |
|  | 5. | Chicó de Guayana F.C.         | 28 | 11 | 10 | 7  | 29 | 17 | 43  | +12 |
|  | 6. | Tucanes de Amazonas F.C.      | 28 | 9  | 7  | 12 | 26 | 32 | 34  | -6  |
|  | 7. | Margarita F.C.                | 28 | 5  | 9  | 14 | 17 | 33 | 24  | -16 |
|  | 8. | Atlético Venezuela C.F. "B"   | 28 | 1  | 7  | 20 | 13 | 49 | 10  | -36 |

### Tabla Acumulada
|  |     | Equipo                        | PJ | PG | PE | PP | GF | GC | PTS | DG  |
|  | --- | ----------------------------- | -- | -- | -- | -- | -- | -- | --- | --- |
|  | 1.  | Ureña S.C.                    | 28 | 18 | 7  | 3  | 45 | 20 | 61  | +25 |
|  | 2.  | A.C. Lala F.C.                | 28 | 17 | 8  | 3  | 56 | 27 | 59  | +29 |
|  | 3.  | Gran Valencia F.C.            | 28 | 15 | 4  | 9  | 38 | 28 | 49  | +10 |
|  | 4.  | U.C.V. F.C.                   | 28 | 14 | 3  | 11 | 36 | 23 | 45  | +13 |
|  | 5.  | Angostura F.C.                | 28 | 14 | 3  | 11 | 41 | 37 | 45  | +4  |
|  | 6.  | F.A. El Vigía F.C.            | 28 | 13 | 5  | 10 | 51 | 34 | 44  | +17 |
|  | 7.  | Petroleros de Anzoátegui F.C. | 28 | 10 | 14 | 4  | 27 | 19 | 44  | +8  |
|  | 8.  | Estudiantes de Caracas S.C.   | 28 | 12 | 8  | 8  | 27 | 20 | 44  | +7  |
|  | 9.  | Chicó de Guayana F.C.         | 28 | 11 | 10 | 7  | 30 | 20 | 43  | +10 |
|  | 10. | Academia Puerto Cabello       | 28 | 13 | 4  | 11 | 39 | 33 | 43  | +6  |
|  | 11. | Llaneros de Guanare E.F.      | 28 | 13 | 4  | 11 | 44 | 43 | 43  | +1  |
|  | 12. | U.L.A. F.C.                   | 28 | 12 | 6  | 10 | 34 | 29 | 42  | +5  |
|  | 13. | U.A. Falcón                   | 28 | 12 | 5  | 11 | 40 | 41 | 41  | -1  |
|  | 14. | Yaracuyanos F.C.              | 28 | 11 | 8  | 9  | 31 | 35 | 41  | -4  |
|  | 15. | Caracas F.C. "B"              | 28 | 11 | 5  | 12 | 29 | 29 | 38  | 0   |
|  | 16. | Atlético Guanare F.C.         | 28 | 11 | 4  | 13 | 40 | 41 | 37  | -1  |
|  | 17. | Real Frontera S.C.            | 28 | 10 | 4  | 14 | 37 | 39 | 34  | -2  |
|  | 18. | Tucanes de Amazonas F.C.      | 28 | 9  | 7  | 12 | 26 | 32 | 34  | -6  |
|  | 19. | Yaracuy F.C.                  | 28 | 9  | 6  | 13 | 38 | 48 | 33  | -10 |
|  | 20. | Titanes F.C.                  | 28 | 9  | 3  | 16 | 39 | 54 | 30  | -15 |
|  | 21. | Zamora F.C. "B"               | 28 | 8  | 3  | 17 | 31 | 61 | 27  | -30 |
|  | 22. | Petare F.C.                   | 28 | 6  | 7  | 15 | 23 | 37 | 25  | -14 |
|  | 23. | Margarita F.C.                | 28 | 5  | 9  | 14 | 17 | 33 | 24  | -16 |
|  | 24. | Atlético Venezuela C.F. "B"   | 28 | 1  | 7  | 20 | 13 | 49 | 10  | -36 |

|  | Clasifica a hexagonal final.        |
|  | Clasifica a fase por la permanencia |

## Hexagonal Final
Como se indicó en la sección de modalidad, los hexagonales estarán formados por los equipos en las posiciones del 1° al 12° de la Tabla Acumulada; donde los participantes en el hexagonal A serán los que ocupan las posiciones impares, y los poseedores de las posiciones pares al hexagonal B.
Equipos clasificados.
| - Ureña S.C. - Gran Valencia F.C. - A.C. Lala F.C. - F.A. El Vigía F.C. - U.C.V. F.C. - Academia Puerto Cabello - Llaneros de Guanare E.F. - Unión Atlético Falcón - U.L.A. F.C. - Angostura F.C. - Estudiantes de Caracas S.C. - Petroleros de Anzoátegui F.C. |

### Hexagonal A
|  |    | Equipo                        | PTS | JJ | JG | JE | JP | GF | GC | DG  |
|  | -- | ----------------------------- | --- | -- | -- | -- | -- | -- | -- | --- |
|  | 1. | Gran Valencia F.C.            | 19  | 9  | 6  | 1  | 2  | 15 | 8  | 7   |
|  | 2. | Academia Puerto Cabello       | 15  | 9  | 5  | 0  | 4  | 12 | 8  | 4   |
|  | 3. | Ureña S.C.                    | 14  | 9  | 4  | 2  | 3  | 9  | 8  | 1   |
|  | 4. | Petroleros de Anzoátegui F.C. | 13  | 9  | 4  | 1  | 4  | 13 | 14 | -1  |
|  | 5. | Angostura F.C.                | 13  | 9  | 4  | 1  | 4  | 8  | 9  | -1  |
|  | 6. | U.L.A. F.C.                   | 4   | 9  | 1  | 1  | 7  | 9  | 21 | -12 |

|  | Asciende a Primera División 2018 |

#### Resultados
- Los horarios corresponden a la hora local de Venezuela (UTC−04:00)

Calendario sujeto a cambios
| Academia Puerto Cabello  | 2 : 0 | ULA          | Ciudad Deportiva Puerto Cabello Te Quiero | 28 de octubre | 15:30 | 223   |
| Petroleros de Anzoategui | 2 : 2 | Ureña SC     | Estadio José Antonio Anzoategui           | 28 de octubre | 15:30 | 1.450 |
| Gran Valencia FC         | 0 : 1 | Angostura FC | Polideportivo Misael Delgado              | 28 de octubre | 15:30 | 980   |

| Angostura FC | 0 : 1 | Petroleros de Anzoategui | Estadio Ricardo Tulio Maya | 4 de noviembre | 15:00 | 400 |
| ULA FC       | 1 : 3 | Gran Valencia FC         | Estadio Campo de Oro       | 4 de noviembre | 15:30 | 251 |
| Ureña SC     | 1 : 0 | Academia Puerto Cabello  | Estadio Alfonzo Rojas      | 5 de noviembre | 16:00 | 220 |

| Petroleros de Anzoategui | 2 : 1 | ULA FC        | Estadio José Antonio Anzoategui           | 11 de noviembre | 15:00 | 1.220 |
| Academia Puerto Cabello  | 0 : 1 | Gran Valencia | Ciudad Deportiva Puerto Cabello Te Quiero | 11 de noviembre | 15:30 | 329   |
| Ureña SC                 | 1 : 0 | Angostura FC  | Estadio Alfonzo Rojas                     | 12 de noviembre | 16:00 | 930   |

| Gran Valencia | 2 : 0 | Petroleros de Anzoategui | Polideportivo Misael Delgado | 15 de noviembre | 15:30 | 320 |
| ULA FC        | 1 : 2 | Ureña SC                 | Estadio Campo de Oro         | 15 de noviembre | 15:30 | 179 |
| Angostura FC  | 1 : 0 | Academia Puerto Cabello  | Estadio Ricardo Tulio Maya   | 15 de noviembre | 16:00 | 302 |

| Angostura FC             | 1 : 1 | ULA FC                     | Estadio Ricardo Tulio Maya      | 18 de noviembre | 15:00 | 222   |
| Petroleros de Anzoategui | 2 : 1 | Academia de Puerto Cabello | Estadio José Antonio Anzoategui | 18 de noviembre | 15:30 | 2.450 |
| Ureña SC                 | 0 : 0 | Gran Valencia              | Estadio Alfonzo Rojas           | 19 de noviembre | 16:00 | 1.002 |

| Petroleros de Anzoategui | 2 : 0 | Angostura FC | Estadio José Antonio Anzoategui           | 22 de noviembre | 15:30 | 2.950 |
| Academia Puerto Cabello  | 1 : 0 | Ureña SC     | Ciudad Deportiva Puerto Cabello Te Quiero | 22 de noviembre | 15:30 | 225   |
| Gran Valencia            | 5 : 1 | ULA FC       | Polideportivo Misael Delgado              | 22 de noviembre | 15:30 | 480   |

| Angostura FC  | 1 : 0 | Ureña SC                 | Estadio Ricardo Tulio Maya   | 25 de noviembre | 15:00 | 531              |
| Gran Valencia | 0 : 3 | Academia Puerto Cabello  | Polideportivo Misael Delgado | 25 de noviembre | 15:30 | A Puerta Cerrada |
| ULA FC        | 3 : 1 | Petroleros de Anzoategui | Estadio Campo de Oro         | 25 de noviembre | 15:30 | 99               |

| Academia Puerto Cabello  | 2 : 1 | Angostura FC  | Ciudad Deportiva Puerto Cabello Te Quiero | 2 de diciembre | 15:30 | 188   |
| Petroleros de Anzoategui | 1 : 2 | Gran Valencia | Estadio José Antonio Anzoategui           | 2 de diciembre | 15:30 | 3.005 |
| Ureña SC                 | 2 : 1 | ULA FC        | Estadio Alfonzo Rojas                     | 3 de diciembre | 16:00 | 510   |

| ULA FC                  | 2 : 3 | Angostura FC             | Estadio Campo de Oro                      | 6 de diciembre | 15:30 | 146 |
| Academia Puerto Cabello | 3 : 2 | Petroleros de Anzoategui | Ciudad Deportiva Puerto Cabello Te Quiero | 6 de diciembre | 15:30 | 208 |
| Gran Valencia           | 2 : 1 | Ureña SC                 | Polideportivo Misael Delgado              | 6 de diciembre | 15:30 | 850 |

| Angostura FC | 1 : 3 | Gran Valencia            | Estadio Ricardo Tulio Maya | 13 de diciembre | 15:00 |  |
| ULA FC       | 1 : 1 | Academia Puerto Cabello  | Estadio Campo de Oro       | 13 de diciembre | 15:30 |  |
| Ureña SC     | 1 : 0 | Petroleros de Anzoategui | Estadio Alfonzo Rojas      | 13 de diciembre | 16:00 |  |

### Hexagonal B
|  |    | Equipo                      | PTS | JJ | JG | JE | JP | GF | GC | DG  |
|  | -- | --------------------------- | --- | -- | -- | -- | -- | -- | -- | --- |
|  | 1. | Estudiantes de Caracas S.C. | 20  | 9  | 6  | 2  | 1  | 14 | 8  | 6   |
|  | 2. | Llaneros de Guanare E.F.    | 16  | 9  | 4  | 4  | 1  | 12 | 6  | 6   |
|  | 3. | F.A. El Vigía F.C.          | 13  | 9  | 3  | 4  | 2  | 13 | 9  | 4   |
|  | 4. | U.C.V. F.C.                 | 10  | 9  | 2  | 4  | 3  | 11 | 11 | 0   |
|  | 5. | U.A. Falcón                 | 6   | 9  | 1  | 3  | 5  | 7  | 17 | -10 |
|  | 6. | A.C. Lala F.C.              | 5   | 9  | 0  | 5  | 4  | 10 | 16 | –6  |

|  | Asciende a Primera División 2018 |

#### Resultados
- Los horarios corresponden a la hora local de Venezuela (UTC−04:00)

Calendario sujeto a cambios
| UCV FC                 | 2 : 2 | Llaneros de Guanare  | Estadio Olímpico de la UCV | 28 de octubre | 15:30 | 1.173 |
| Lala FC                | 1 : 1 | Atlético Falcón      | CTE Cachamay               | 28 de octubre | 15:30 | 1.200 |
| Estudiantes de Caracas | 1 : 1 | Atlético el Vigía FC | Estadio Brigido Iriarte    | 28 de octubre | 15:30 | 371   |

| Atlético Falcón      | 2 : 1 | UCV FC                 | Estadio Pedro Conde         | 4 de noviembre | 15:30 | 213 |
| Llaneros de Guanare  | 2 : 0 | Estudiantes de Caracas | Estadio Rafael Calles Pinto | 5 de noviembre | 15:30 | 505 |
| Atlético el Vigía FC | 3 : 1 | Lala FC                | Estadio Ramón Hernández     | 5 de noviembre | 16:00 | 850 |

| Lala FC                | 2 : 2 | UCV FC              | CTE Cachamay            | 11 de noviembre | 15:00 | 1.500 |
| Atlético el Vigía FC   | 0 : 1 | Llaneros de Guanare | Estadio Ramón Hernández | 11 de noviembre | 16:00 | 785   |
| Estudiantes de Caracas | 2 : 1 | Atlético Falcón     | Estadio Brigido Iriarte | 11 de noviembre | 19:00 | 237   |

| Atlético Falcón     | 1 : 1 | Atlético el Vigía FC   | Estadio Pedro Conde         | 15 de noviembre | 15:30 | 102   |
| Llaneros de Guanare | 0 : 0 | Lala FC                | Estadio Rafael Calles Pinto | 15 de noviembre | 15:30 | 290   |
| UCV FC              | 1 : 1 | Estudiantes de Caracas | Estadio Olímpico de la UCV  | 15 de noviembre | 16:00 | 1.531 |

| Estudiantes de Caracas | 1 : 0 | Lala FC         | Estadio Brigido Iriarte     | 18 de noviembre | 19:00 | 485   |
| Llaneros de Guanare    | 4 : 0 | Atlético Falcón | Estadio Rafael Calles Pinto | 19 de noviembre | 15:30 | 624   |
| Atlético el Vigía FC   | 1 : 1 | UCV FC          | Estadio Ramón Hernández     | 19 de noviembre | 16:00 | 1.800 |

| Lala FC                | 3 : 3 | Atlético el Vigía FC | CTE Cachamay               | 22 de noviembre | 15:00 | 1.000 |
| UCV FC                 | 2 : 0 | Atlético Falcón      | Estadio Olímpico de la UCV | 22 de noviembre | 16:00 | 851   |
| Estudiantes de Caracas | 2 : 0 | Llaneros de Guanare  | Estadio Brigido Iriarte    | 22 de noviembre | 19:00 | 323   |

| UCV FC              | 2 : 0 | Lala FC                | Olímpico de la UCV          | 24 de noviembre | 18:00 | 1.034 |
| Atlético Falcon     | 1 : 2 | Estudiantes de Caracas | Estadio Pedro Conde         | 25 de noviembre | 15:30 | 140   |
| Llaneros de Guanare | 1 : 0 | Atlético el Vigía      | Estadio Rafael Calles Pinto | 26 de noviembre | 15:30 | 545   |

| Lala FC                | 1 : 1 | Llaneros de Guanare | CTE Cachamay            | 2 de diciembre | 15:00          | 380   |     |
| Atlético el Vigía FC   | 3 : 0 | Atlético Falcón     | Estadio Ramón Hernández | 2 de diciembre | 3 de diciembre | 16:00 | 389 |
| Estudiantes de Caracas | 2 : 0 | UCV FC              | Estadio Brigido Iriarte | 17:00          | 1.139          |       |     |

| Lala FC         | 2 : 3 | Estudiantes de Caracas | CTE Cachamay        | 6 de diciembre | 15:30 | 1.102 |
| UCV FC          | 0 : 1 | Atlético el Vigía FC   | Olímpico de la UCV  | 6 de diciembre | 15:30 | 81    |
| Atlético Falcon | 1 : 1 | Llaneros de Guanare    | Estadio Pedro Conde | 6 de diciembre | 15:30 | 42    |

| Atlético Falcón      | 2 : 1 | Lala FC                | Estadio Pedro Conde         | 13 de diciembre | 15:30 |  |
| Llaneros de Guanare  | 1 : 0 | UCV FC                 | Estadio Rafael Calles Pinto | 13 de diciembre | 15:30 |  |
| Atlético el Vigía FC | 4 : 1 | Estudiantes de Caracas | Estadio Ramón Hernández     | 13 de diciembre | 16:00 |  |

### Final Segunda División 2017
| 17 de diciembre de 2017, 17:00 | Estudiantes de Caracas | 0:2 (0:1) | Gran Valencia                             | Brígido Iriarte, Caracas                               |                                                        |
|                                |                        |           | Francisco Rivero 32' · Arévalo Franco 74' | Asistencia: 1.358 espectadores Árbitro(s): Juan Cabeza | Asistencia: 1.358 espectadores Árbitro(s): Juan Cabeza |

| 3 de diciembre de 2017, 15:30 | Gran Valencia | 0:3 | Estudiantes de Caracas | Polideportivo Misael Delgado, Valencia |  |
| No realizado debido al no cumplimiento de Gran Valencia Fútbol Club Por presentar problema administrativos invrtigados por Ministerio Público del Estado Carabobo. |               |     |                        |                                        |  |

| Campeón                                                                                     |
| Estudiantes de Caracas Segunda División 2017 Clasifica a Primera División de Venezuela 2018 |

## Fase por la permanencia

### Grupo Occidental
|  |    | Equipo                | PTS | JJ | JG | JE | JP | GF | GC | DG |
|  | -- | --------------------- | --- | -- | -- | -- | -- | -- | -- | -- |
|  | 1. | Real Frontera S.C.    | 12  | 6  | 4  | 0  | 2  | 12 | 9  | 3  |
|  | 2. | Zamora F.C. "B"       | 9   | 6  | 3  | 0  | 3  | 10 | 8  | 2  |
|  | 3. | Atlético Guanare F.C. | 7   | 6  | 2  | 1  | 3  | 9  | 10 | -1 |
|  | 4. | Titanes F.C.          | 7   | 6  | 2  | 1  | 3  | 3  | 7  | -4 |

|  | Desciende a Tercera División 2018 |

#### Resultados
- Los horarios corresponden a la hora local de Venezuela (UTC−04:00)

Calendario sujeto a cambios
| Atlético Guanare FC | 3 : 4 | Real Frontera SC | Rafael Calles Pinto     | 4 de noviembre | 15:00 | 110 |
| Titanes FC          | 0 : 1 | Zamora B         | Jose Encarnacion Romero | 4 de noviembre | 15:30 | 63  |

| Real Frontera SC | 2 : 0 | Titanes FC          | Pedro Chávez  | 12 de noviembre | 15:00 | 68 |
| Zamora B         | 2 : 1 | Atlético Guanare FC | Agustín Tovar | 12 de noviembre | 15:30 | 88 |

| Atlético Guanare FC | 0 : 0 | Titanes FC | Rafael Calles Pinto | 18 de noviembre | 15:30 | 60  |
| Real Frontera SC    | 3 : 2 | Zamora B   | Pedro Chávez        | 19 de noviembre | 15:30 | 100 |

| Titanes FC          | 2 : 1 | Real Frontera SC | Jose Encarnacion Romero | 25 de noviembre | 15:00 | 57  |
| Atlético Guanare FC | 3 : 2 | Zamora B         | Rafael Calles Pinto     | 25 de noviembre | 15:30 | 520 |

| Titanes FC | 1 : 0 | Atlético Guanare | Jose Encarnacion Romero | 2 de diciembre | 15:00 |  |
| Zamora FC  | 0 : 1 | Real Frontera    | Agustín Tovar           | 2 de diciembre | 15:30 |  |

| Real Frontera | 1 : 2 | Atlético Guanare | Pedro Chávez  | 13 de diciembre | 15:30 |  |
| Zamora B      | 3 : 0 | Titanes FC       | Agustín Tovar | 13 de diciembre | 15:30 |  |

### Grupo Central
|  |    | Equipo           | PTS   | JJ | JG | JE | JP | GF | GC | DG |
|  | -- | ---------------- | ----- | -- | -- | -- | -- | -- | -- | -- |
|  | 1. | Yaracuyanos F.C. | 11    | 6  | 3  | 2  | 1  | 4  | 2  | 2  |
|  | 2. | Yaracuy F.C.     | 10    | 6  | 3  | 1  | 2  | 10 | 6  | 4  |
|  | 3. | Caracas F.C. "B" | 6(-1) | 6  | 2  | 1  | 3  | 7  | 8  | -1 |
|  | 4. | Petare F.C.      | 5     | 6  | 1  | 2  | 3  | 2  | 7  | -5 |

|  | Desciende a Tercera División 2018 |

#### Resultados
- Los horarios corresponden a la hora local de Venezuela (UTC−04:00)

Calendario sujeto a cambios
| Yaracuyanos FC | 0 : 0 | Yaracuy FC   | Florentino Oropeza        | 4 de noviembre | 15:00 | 350 |
| Petare FC      | 1 : 1 | Caracas FC B | Estadio Fray Luis de Leon | 4 de noviembre | 15:30 | 289 |

| Yaracuy FC   | 4 : 0 | Petare FC      | Florentino Oropeza            | 12 de noviembre | 15:00 | 280 |
| Caracas FC B | 0 : 1 | Yaracuyanos FC | Estadio Cocodrilos Sport Park | 12 de noviembre | 15:30 | 63  |

| Yaracuy FC     | 2 : 4 | Caracas FC B | Florentino Oropeza | 18 de noviembre | 15:00 | 880 |
| Yaracuyanos FC | 0 : 0 | Petare FC    | Florentino Oropeza | 19 de noviembre | 15:30 | 258 |

| Petare FC      | 1 : 0 | Yaracuy FC   | Estadio Fray Luis de Leon | 25 de noviembre | 15:00 | 34  |
| Yaracuyanos FC | 2 : 0 | Caracas FC B | Florentino Oropeza        | 25 de noviembre | 15:30 | 400 |

| Petare FC    | 0 : 1 | Yaracuyanos FC | Estadio Fray Luis de Leon     | 2 de diciembre | 15:30 |  |
| Caracas FC B | 1 : 2 | Yaracuy FC     | Estadio Cocodrilos Sport Park | 2 de diciembre | 15:30 |  |

| Yaracuy FC   | 2 : 0 | Yaracuyanos FC | Florentino Oropeza            | 13 de diciembre | 15:00 |  |
| Caracas FC B | 1 : 0 | Petare FC      | Estadio Cocodrilos Sport Park | 13 de diciembre | 15:30 |  |

### Grupo Oriental
|  |    | Equipo                      | PTS | JJ | JG | JE | JP | GF | GC | DG  |
|  | -- | --------------------------- | --- | -- | -- | -- | -- | -- | -- | --- |
|  | 1. | Chicó de Guayana F.C.       | 12  | 6  | 4  | 0  | 2  | 12 | 6  | 6   |
|  | 2. | Margarita F.C.              | 12  | 6  | 3  | 3  | 0  | 9  | 3  | 6   |
|  | 3. | Atlético Venezuela C.F. "B" | 8   | 6  | 2  | 2  | 2  | 4  | 4  | 0   |
|  | 4. | Tucanes de Amazonas F.C.    | 1   | 6  | 0  | 1  | 5  | 3  | 15 | -12 |

|  | Desciende a Tercera División 2018 |

#### Resultados
- Los horarios corresponden a la hora local de Venezuela (UTC−04:00)

Calendario sujeto a cambios
| Chico de Guayana FC | 5 : 1 | Tucanes de Amazonas FC | CTE Cachamay     | 4 de noviembre | 15:00 |    |
| Margarita FC        | 1 : 1 | Atlético Venezuela B   | Ciudad Deportiva | 4 de noviembre | 15:30 | 50 |

| Atlético Venezuela B   | 0 : 1 | Chico de Guayana FC | Estadio Brigido Iriarte | 11 de noviembre | 15:00 | 113 |
| Tucanes de Amazonas FC | 0 : 2 | Margarita FC        | Antonio José de Sucre   | 12 de noviembre | 15:00 | 443 |

| Chico de Guayana FC | 0 : 2 | Margarita FC         | CTE Cachamay          | 19 de noviembre | 15:00 | 130 |
| Tucanes de Amazonas | 1 : 2 | Atlético Venezuela B | Antonio José de Sucre | 19 de noviembre | 15:30 | 322 |

| Chico de Guayana FC | 1 : 0 | Atlético Venezuela B | CTE Cachamay     | 26 de noviembre | 15:00 | 140 |
| Margarita FC        | 1 : 1 | Tucanes de Amazonas  | Ciudad Deportiva | 26 de noviembre | 15:30 | 67  |

| Atlético Venezuela B | 1 : 0 | Tucanes de Amazonas | Estadio Brigido Iriarte | 3 de diciembre | 15:00 | 259 |
| Margarita FC         | 3 : 1 | Chico de Guayana FC | Ciudad Deportiva        | 3 de diciembre | 15:00 |     |

| Atlético Venezuela B | 0 : 0 | Margarita FC        | Estadio Brigido Iriarte | 13 de diciembre | 15:00 |  |
| Tucanes de Amazonas  | 1 : 4 | Chico de Guayana FC | Antonio José de Sucre   | 13 de diciembre | 15:30 |  |

## Estadísticas

### Goleadores
Actualizado el 3 de octubre de 2017.
| Jugador           | Equipo            | Goles |
| ----------------- | ----------------- | ----- |
| Jesús Ordóñez     | Yaracuy           | 15    |
| Leandro Vargas    | Atlético El Vigía | 14    |
| Alexander Rondón  | Angostura         | 11    |
| Keiner Pérez      | Lala              | 11    |
| Luis Paz          | Titanes           | 10    |
| Bryan Ojeda       | Titanes           | 10    |
| Luis Chacón       | Ureña             | 9     |
| Alberto Rodríguez | Atlético Guanare  | 8     |
| Héctor Maldonado  | Falcón            | 8     |
| Luis García       | Llaneros EF       | 8     |
| Edwuin Pernía     | Caracas "B"       | 7     |